# Third/Sister Lovers
Third (переизданный в 1985 году под названием Third/Sister Lovers) — третий альбом американской рок-группы Big Star. Сессии начались в сентябре 1974 года в Ardent Studios. Хотя в 1975 году Ardent выпустил рекламные, тестовые тиражи на белых этикетках, сочетание финансовых проблем, некоммерческое звучание записи и отсутствие интереса со стороны певца Алекса Чилтона и барабанщика Джоди Стивенса в продолжении проекта помешало тому, чтобы альбом когда-либо был должным образом закончен или выпущен во время его записи. В конечном итоге он был выпущен в 1978 году на лейбле PVC Records.
После двух коммерчески неудачных альбомов, Third документирует детериорацию группы, а также ухудшающееся психическое состояние певца Алекса Чилтона. С тех пор альбом стал культовым и занял 449 место в списке журнала Rolling Stone 2012 года «500 величайших альбомов всех времён». Со временем его репутация возросла и в 2020 году он в том же списке Rolling Stone занял 285 позицию.

## Композиции и запись
После коммерческого провала двух первых альбомов Big Star, #1 Record (1972) и Radio City (1974), Алекс Чилтон и Джоди Стивенс вернулись в Ardent Studios в конце 1974 года в сопровождении того, что биограф Брюс Итон описывает как «большой и постоянно меняющийся состав мемфисских музыкантов», чтобы записать под руководством продюсера Джима Дикинсона, серию «сугубо личных, часто экспериментальных, по очереди красивых и запоминающихся песен, которые были чем угодно, но только не пауэр-попом». Продюсер двух первых альбомов из Ardent Джон Фрай, также работавший над третьим, вспоминал, что сессии были обременены серьёзными личными проблемами; Итон рассказывает, как Фрай «наконец призвал остановить нарастающее безумие» и мастеринг альбома наконец был сделан 13 февраля 1975 года Ларри Никсом.
Существуют разные мнения относительно категоризации Third как альбома Big Star. По словам Чилтона, они со Стивенсом не видели Third как альбом Big Star, решение о его выпуске под именем группы было сделано из маркетинговых соображений, не спрашивая его мнения:«Мы с Джоди все ещё были единым целым, но мы не рассматривали его как альбом Big Star. Мы никогда не рассматривали его как запись Big Star. Это было маркетинговое решение, когда пластинка была продана, в каком бы году она ни была издана. И они меня ни о чём не спрашивали и никогда не интересовались». По заявлению же Стивенса, это скорее сольный альбом Чилтона, отражающий эмоциональное состояние того на тот момент: «Я видел это по-разному. В значительной степени это сольная запись Алекса… Это концентрация Алекса, это его эмоциональное состояние, но я привлек струнную секцию для одной песни, которую я написал, и Алекс поладил с Карлом Маршем… и начал использовать Карла и струнную секцию для других вещей. Каким был бы этот альбом, если бы в нём не было струнных?». Согласно Итону, в приложении к мастер-копии Чилтон был указан в качестве осуществлявшего запись.
В книге Йовановича также отмечается, что то, что группа на тот момент всё ещё называлась Big Star, является достаточно спорным фактом. Так, в архивах записи имя группы было указано как Sister Lovers, что могло быть просто шуткой, поскольку Чилтон и Стивенс в то время встречались с сёстрами Лесой и Холлидей Олдридж, однако группа всё же выступала под этим именем в радиоэфире в начале 1975 года. Леса Олдридж, двоюродная сестра фотографа и создателя обложки альбома Radio City Уильяма Эгглстона, внесла свой вклад в вокал альбома и, по словам Дикинсона, «была большой, большой частью записи». Дикинсон также сказал, что Чилтон, чьи отношения с Олдридж были достаточно бурными, дошёл до точки, когда он начал удалять её вклад из записи, и что до выхода альбома в нём было значительно больше Лесы, чем в опубликованной версии.
Стив Кроппер сыграл на гитаре в кавер-версии песни The Velvet Underground «Femme Fatale», а Эгглстон сыграл на пианино в кавере эдена ахбеза «Nature Boy».

## Выпуск
В 1978 году мастер-ленты были приобретены лейблом PVC и выпустили свой первый официальный релиз. Third был впервые выпущен на Aura Records в Лондоне в 1978 году. Релиз PVC в США состоялся позже в том же году. За этим последовали многочисленные переиздания других лейблов на виниле и компакт-дисках, часто с изменением названия, порядка воспроизведения и обложки, поскольку группа никогда не согласовывала «окончательную» версию. В дополнение к оригинальным песням, каверы на песни The Kinks «'Till the End of the Day», «Nature Boy» эдена ахбеза и «Whole Lotta Shakin' Goin 'On» Джерри Ли Льюиса были по-разному включены или опущены. Выпуск компакт-диска 1992 года на Rykodisc, собранный с участием Джима Дикинсона, был расценен как первая попытка презентации оригинальной концепции альбома, разработанной Дикинсоном и группой в 1974 году. В октябре 2016 года Omnivore Recordings выпустила Complete Third, бокс-сет, включающий все демо, черновой микс, дубль, альтернативный дубль и финальные мастер-ленты сессий Third, о существовании которых когда-либо было известно.

## Оценки критиков
| Оценки критиков          | Оценки критиков |
| Источник                 | Оценка          |
| ------------------------ | --------------- |
| AllMusic                 | [ 2 ]           |
| Christgau's Record Guide | A–              |
| Rolling Stone            | [ 10 ]          |

Как и первые два альбома Big Star, Third/Sister Lovers на момент выпуска не имел коммерческого успеха, но позже привлёк к себе более широкий интерес.
В ретроспективном обзоре альбома веб-сайт AllMusic дал ему пять звёзд из пяти, назвав его «жалким обломком альбома» и в то же время «одним из самых мучительных событий в поп-музыке; страстным, беспорядочным, непостоянным и сильным» и «медленным, тонущим звуком разваливающейся группы.»

### Почести
Релиз был включён шотландской газетой The Sunday Herald в список Дэвида Кинана «The Best Albums Ever…Honest». В 2012 году альбом занял 449 место в списке журнала Rolling Stone 500 величайших альбомов всех времён.
Альбом занял первое место из тридцати в рейтинге «Readers & Writers Choice For The Most Heartbreak Albums Of All Time», опубликованного NME, а также тридцать первое место в «Darkest Albums Ever: 50 of the Best», другом рейтинге NME.
«Kanga Roo» и «Holocaust» были перепеты группой This Mortal Coil на дебютном альбоме,It'll End in Tears. CD-версия альбома Third/Sister Lovers, выпущенная на лейбле Rykodisc в 1992 году, в примечаниях содержит слова благодарности к This Mortal Coil за это. В 1984 году пейсли-андеграунд группа Rainy Day выпустила кавер на «Holocaust» на одноимённом альбоме, с участием Кендры Смит из Dream Syndicate в качестве лид-вокалистки. «Holocaust» была также перепета Placebo и выпущена вместе с их синглом Slave to the Wage в 2000 году, а затем вышла на их альбоме Covers. «Take Care» была перепета Yo La Tengo и вышла на их альбоме Summer Sun. Кавер на «Kangaroo» был записан Джеффом Бакли и был выпущен на его посмертном альбоме Mystery White Boy; другую версию этой песни можно найти в расширенной версии альбома Grace. В конце 2018 года The Monkees перепели «Jesus Christ» для своего первого полноформатного рождественского альбома, "Christmas Party".

## Список композиций
Сессии альбома были выпущены на трёх виниловых пластинках и четырёх компакт-дисках с различными отборными и/или плавно переходящими композициями, а также в виде полного набора из трёх компакт-дисков, включая демо и черновые миксы.

### Ardent Test Pressing, 1975
Сторона A
1. «Stroke It Noel»
2. «Downs»
3. «Femme Fatale» (Лу Рид)
4. «Thank You Friends»
5. «Holocaust»
6. «Jesus Christ»
7. «Blue Moon»

Сторона Б
1. «Kizza Me»
2. «Sometimes» [рабочее название «For You»]
3. «O, Dana»
4. «Nighttime»
5. «Whole Lotta Shakin' Going On» (Дэйв Уильямс)
6. «Kanga Roo»
7. «Take Care»

### The Third Album
Aura Records UK LP, 1978
Сторона A
1. «Kizza Me»
2. «You Can’t Have Me»
3. «Jesus Christ»
4. «Downs»
5. «Whole Lotta Shakin' Going On» (Дэйв Уильямс)
6. «Thank You Friends»

Сторона Б
1. «O, Dana»
2. «Femme Fatale» (Лу Рид)
3. «Stroke It Noel»
4. «Holocaust»
5. «Nighttime»
6. «Kanga Roo»

(Эта версия исключает треки «Sometimes» («For You»), «Blue Moon» и «Take Care» из пробных оттисков и добавляет «You Can’t Have Me.»)

### 3rd
PVC US LP, 1978'
Сторона A
1. «Stroke It Noel»
2. «For You»
3. «Kizza Me»
4. «You Can’t Have Me»
5. «Nighttime»
6. «Blue Moon»
7. «Take Care»

Сторона Б
1. «Jesus Christ»
2. «Femme Fatale» (Лу Рид)
3. «O, Dana»
4. «Big Black Car»
5. «Holocaust»
6. «Kanga Roo»
7. «Thank You Friends»

(Эта версия исключает треки «Downs» и «Whole Lotta Shakin' Going On» из пробных оттисков и заменяет «You Can’t Have Me» и «Big Black Car.» Эта песня впоследствии использовалась не для бонус-треков (С 1 по 14) компакт-диска от Rykodisc.)

### Big Star’s 3rd: Sister Lovers,Sister Lovers: The Third AlbumиThe Third Album/Sister Lovers
PVC CD (US), Castle/Dojo Communications CD/LP (UK), and Line Records CD (Germany), все 1987 года
(На трех компакт-дисках представлены одни и те же 17 треков, но в почти полностью разном порядке. Этот порядок предназначен для издания для США; следующие числа — номера треков в изданиях для Великобритании и Германии.)
1. «Jesus Christ» (6, 3)
2. «Femme Fatale» (3, 8)
3. «O Dana» (13, 7)
4. «Kizza Me» (11, 1)
5. «You Can’t Have Me» (9, 2)
6. «Nighttime» (14, 11)
7. «Dream Lover» (8, 16)
8. «Blue Moon» (7, 15)
9. «Take Care» (17, 14)
10. «Stroke It Noel» (1, 9)
11. «For You» (12, 13)
12. «Downs» (2, 4)
13. «Whole Lotta Shakin' Going On» (15,5)
14. «Big Black Car» (10, 17)
15. «Holocaust» (5, 10)
16. «Kanga Roo» (16, 12)
17. «Thank You Friends» (4, 6)

(Эти версии добавляют «Dream Lover» к 16 ранее выпущенным песням. Порядки треков в США и Великобритании не имеют общих плавных переходов. В немецком издании есть «Kizza Me» / «You Can’t Have Me» и «Downs» / « Whole Lotta Shakin 'Going On» в американском издании и «Blue Moon»/«Dream Lover» в Великобритании)

### Third/Sister Lovers
Rykodisc Edition, 1992
Эта версия, созданная Джимом Дикинсоном, якобы отражает первоначальные намерения группы относительно альбома.
Все песни написаны Алексом Чилтоном, кроме отмеченных.
1. «Kizza Me» — 2:44
2. «Thank You Friends» — 3:05
3. «Big Black Car» — 3:35
4. «Jesus Christ» — 2:37
5. «Femme Fatale» — 3:28 (Лу Рид)
6. «O, Dana» — 2:34
7. «Holocaust» — 3:47
8. «Kangaroo» — 3:46
9. «Stroke It Noel» — 2:04
10. «For You» — 2:41 (Джоди Стивенс[англ.])
11. «You Can’t Have Me» — 3:11
12. «Nightime» — 2:53
13. «Blue Moon» — 2:06
14. «Take Care» — 2:46
15. «Nature Boy» [бонус-трек] — 2:30 (эден абхез[англ.])
16. «Till the End of the Day[англ.]» [бонус-трек] — 2:13 (Рэй Дэвис)
17. «Dream Lover» [бонус-трек] — 3:31
18. «Downs» [бонус-трек] — 1:43 (Чилтон, Леса Олдридж)
19. «Whole Lotta Shakin' Goin On» [бонус-трек] — 3:20 (Дэйв Уильямс)

### Complete Third
Omnivore Recordings, 2016
Vol. 1: Demos To Sessions To Roughs
1. «Like St. Joan (Kanga Roo) (Demo)» *
2. «Lovely Day (Demo)»
3. «Downs (Demo)»
4. «Femme Fatale (Demo)»
5. «Thank You Friends (Demo)»
6. «Holocaust (Demo)»
7. «Jesus Christ (Demo)»
8. «Blue Moon (Demo)»
9. «Nightime (Demo)» *
10. «Take Care (Demo)»
11. «Big Black Car (Demo #2/Acoustic Take 1)»
12. «Don’t Worry Baby»
13. «I’m In Love With A Girl» *
14. «Big Black Car (Demo #3/Acoustic Take 2)»
15. «I’m So Tired» * — Alex & Lesa
16. «That’s All It Took» * — Alex & Lesa
17. «Pre-Downs» *
18. «Baby Strange» *
19. «Big Black Car (Demo #1/Band)»
20. «Kizza Me (Dickinson Rough Mix/Alex Guide Vocal)» *
21. «Till the End Of the Day (Dickinson Rough Mix/Alex Guide Vocal, Kept As Final Vocal)» *
22. «Thank You Friends (Dickinson Rough Mix/Alex Guide Vocal)» *
23. «O, Dana (Dickinson Rough Mix)» *
24. «Dream Lover (Dickinson Rough Mix)» *

Vol. 2: Roughs To Demos
1. «Big Black Car (Dickinson Rough Mix/Alex Guide Vocal)» *
2. «Whole Lotta Shakin’ Goin’ On (Dickinson Rough Mix)» *
3. «Take Care (Dickinson Rough Mix)» *
4. «Holocaust (Dickinson Rough Mix)» *
5. «Nightime (Dickinson Rough Mix)» *
6. «Thank You Friends (Dickinson Rough Mix)» *
7. «Nature Boy (Dickinson Rough Mix)» *
8. «After Hours» * — Леса
9. «Stroke It Noel (Backwards Intro)»
10. «Lovely Day (Fry Rough Mix)» *
11. «Nightime (Fry Rough Mix)» *
12. «Blue Moon (Fry Rough Mix)» *
13. «Till The End Of The Day (Alternate Mix #1)»
14. «Big Black Car (Fry Rough Mix)»
15. «Holocaust (Fry Alternate/Rough Mix)»
16. «Downs (Fry Rough Mix)» *
17. «Kanga Roo (Fry Rough Mix)»
18. «Femme Fatale (Fry Rough Mix)» *
19. «For You (Alternate Version/Alex Vocal)» *
20. «Thank You Friends (Fry Rough Mix)» *
21. «Take Care (Alternate Version/Alex Vocal)» *
22. «Kizza Me (Fry Rough Mix)» *
23. «Till The End Of the Day (Fry Rough Mix #2)» — Lesa
24. «Nature Boy (Fry Rough Mix)»
25. «Mañana»

Vol. 3: Final Masters
1. «Stroke It Noel»
2. «Downs»
3. «Femme Fatale»
4. «Thank You Friends»
5. «Holocaust»
6. «Jesus Christ»
7. «Blue Moon»
8. «Kizza Me»
9. «For You»
10. «O, Dana»
11. «Nightime»
12. «Whole Lotta Shakin’ Goin’ On»
13. «Kanga Roo»
14. «Take Care»
15. «Big Black Car»
16. «Dream Lover»
17. «You Can’t Have Me»
18. «Till the End Of the Day»
19. «Lovely Day»
20. «Nature Boy»
21. «Thank You Friends (New Remix — Vocals & Strings)» — скрытый трек/нет в списке

*прежде не издававшиеся треки

## Участники записи
Big Star
- Алекс Чилтон — вокал, гитары, клавишные
- Джоди Стивенс[англ.] — ударные, вокал

Дополнительные музыканты
- Леса Олдридж — вокал
- Томми Хоэн[англ.] — бэк-вокал
- Ли Бейкер — гитара
- Джим Дикинсон — бас-гитара, ударные, меллотрон
- Стив Кроппер — гитара
- Ричард Розеброу — ударные
- Уильям Мёрфи — бас-гитара
- Уильям Эглстон — фортепиано на «Nature Boy»
- Тарп Таррант — ударные
- Джимми Стивенс — бас-гитара
- Томми Кетхи — бас-гитара
- Томми Маклюр — бас-гитара
- Карл Марш — язычки, деревянные духовые, синтезатор, аранжировки струнных[англ.]